# Купец Калашников
«Купец Калашников» ― опера русского композитора Антона Рубинштейна в трёх действиях, написанная по либретто Николая Куликова, основанном на поэме «Песня о купце Калашникове» Михаила Лермонтова.

## История исполнения

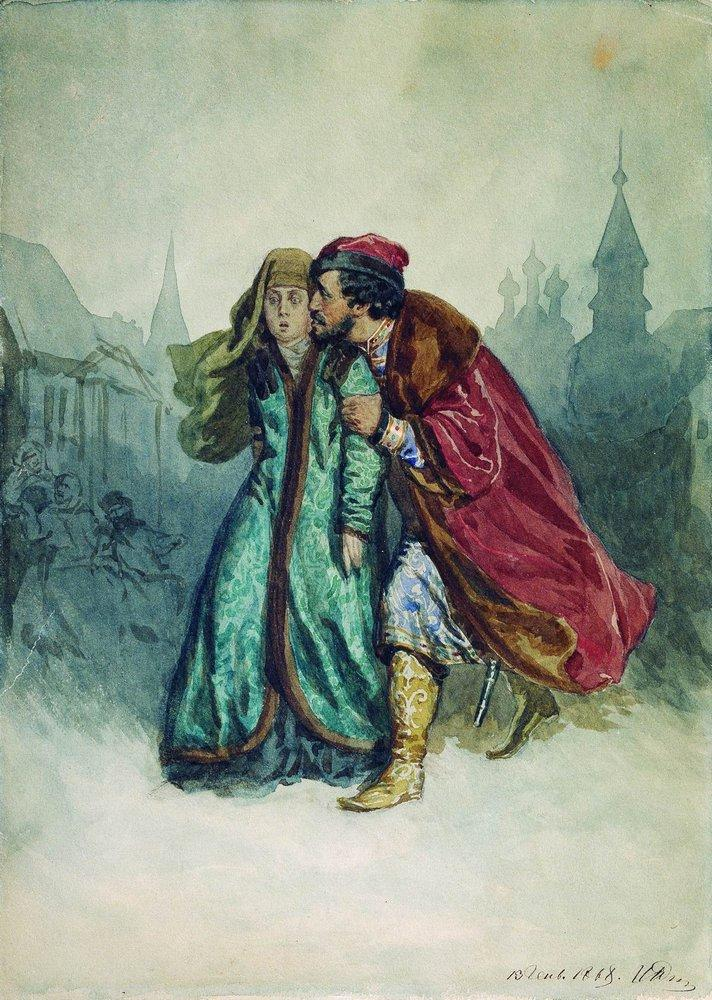
Купец Калашников, картина Ильи Репина

Опера была написана между 1877 и 1879 годами и впервые была исполнена в Мариинском театре в Санкт-Петербурге 5 марта 1880 года (22 февраля по старому стилю). Рубинштейн сочинил музыку к ней примерно в то же время, что и свою пятую симфонию. Критики отмечали, что своим обращением к теме русской истории Рубинштейн хотел заявить о себе как о национальном композиторе, подобно представителям Могучей кучки. «Купец Калашников» имеет много общих элементов с русскими операми, которые предшествовали ему, в частности, с оперой Николая Римского-Корсакова «Псковитянка» и оперой Петра Чайковского «Опричник», сюжет которых также относится ко временам правления царя Ивана Грозного. Среди их типичных черт ― народные песни, танцы скоморохов, песнопения монахов и хор, восхваляющий царя. Как и более ранняя опера Рубинштейна «Демон» (1871), «Купец Калашников» основывается на поэме Лермонтова.
Так или иначе, успеха опера не имела. Она была снята из репертуара после первых двух представлений по политическим причинам (против сцены казни Калашникова возражал император Александр II). В 1889 году опера была вновь поставлена на сцене, сначала под управлением Эдуарда Направника; когда же произведение прозвучало под управлением самого Рубинштейна, его дирижёрский стиль оказался беспомощным: «хор и оркестр настолько далеко разошлись друг с другом, что исполнение пришлось остановить». В любом случае, политическая ситуация означала, что представления снова пришлось внезапно прекратить. С тех пор она ставилась только на российских провинциальных сценах, хотя в 1902 году, в качестве исключения, она была исполнена в Частной русской опере в Москве.

Опера была подвергнута критике за относительно низкий уровень музыкального и драматического замысла Рубинштейна. Отмечалось, что единственная значимая женская роль, ― жена купца Алёна, не играет значительной роли в развитии сюжета. Музыкальный критик Джеральд Абрахам писал: 
 Значительная часть [музыки] посредственна [и] бесцветна […]; мелодии, обладающие относительно ярко выраженным русским колоритом, иногда имеют тенденцию к слёзному лиризму или же ослаблены рутинной гармонизацией. […] Однако к этому примешано и много прекрасной, красочной и выразительной музыки. 
 Ричард Тарускин отмечал, что музыка оперы тесно следует ритмам древнерусского эпоса.

## Роли
| Роль                                                    | Тип голоса | Премьера 5 марта 1880 года (Дирижёр: Карел Кучера) |
| ------------------------------------------------------- | ---------- | -------------------------------------------------- |
| Степан Парамонович Калашников, купец                    | баритон    | Богомир Корсов                                     |
| Сергей Кирибеевич, опричник                             | тенор      | Дмитрий Орлов                                      |
| Алёна Дмитриевна, жена Калашникова                      | сопрано    | Вильгельмина Рааб                                  |
| Царь Иван IV Грозный                                    | бас        | Фёдор Стравинский                                  |
| Малюта Скуратов                                         | баритон    | Иван Матчинский                                    |
| Вяземский, опричник                                     | тенор      | Пётр Лодий                                         |
| Колычев, опричник                                       | бас        | Владимир Васильев (1-й)                            |
| Тимофей Бирюк, батрак Калашникова                       | бас        | Владимир Васильев (1-й)                            |
| Никитка, царский шут                                    | тенор      | Николай Дервиз                                     |
| Соломонида, мещанка                                     | альт       | Анна Бичурина                                      |
| Симеон Колчин, богатый торговец                         | бас        | Михаил Корякин                                     |
| Сергей, брат Калашникова                                | бас        | Йозеф Палечек                                      |
| Хор: горожане, опричники, бояре, глашатаи, соседи и др. |            |                                                    |

## Сюжет
Сергей Кирибеевич, царский опричник, прилюдно позорит Алёну, супругу купца Калашникова. Калашников бросает вызов Кирибеевичу и убивает его в кулачном бою. Несмотря на мольбу жены Калашникова, царь приговаривает купца к смерти.

## Записи
В конце 1940-х годов Всесоюзным Радиокомитетом была осуществлена запись фрагментов оперы под руководством Онисима Брона. Пластинка с этой записью была выпущена фирмой «Мелодия» в 1991 году.